# Luchthaven Tampere

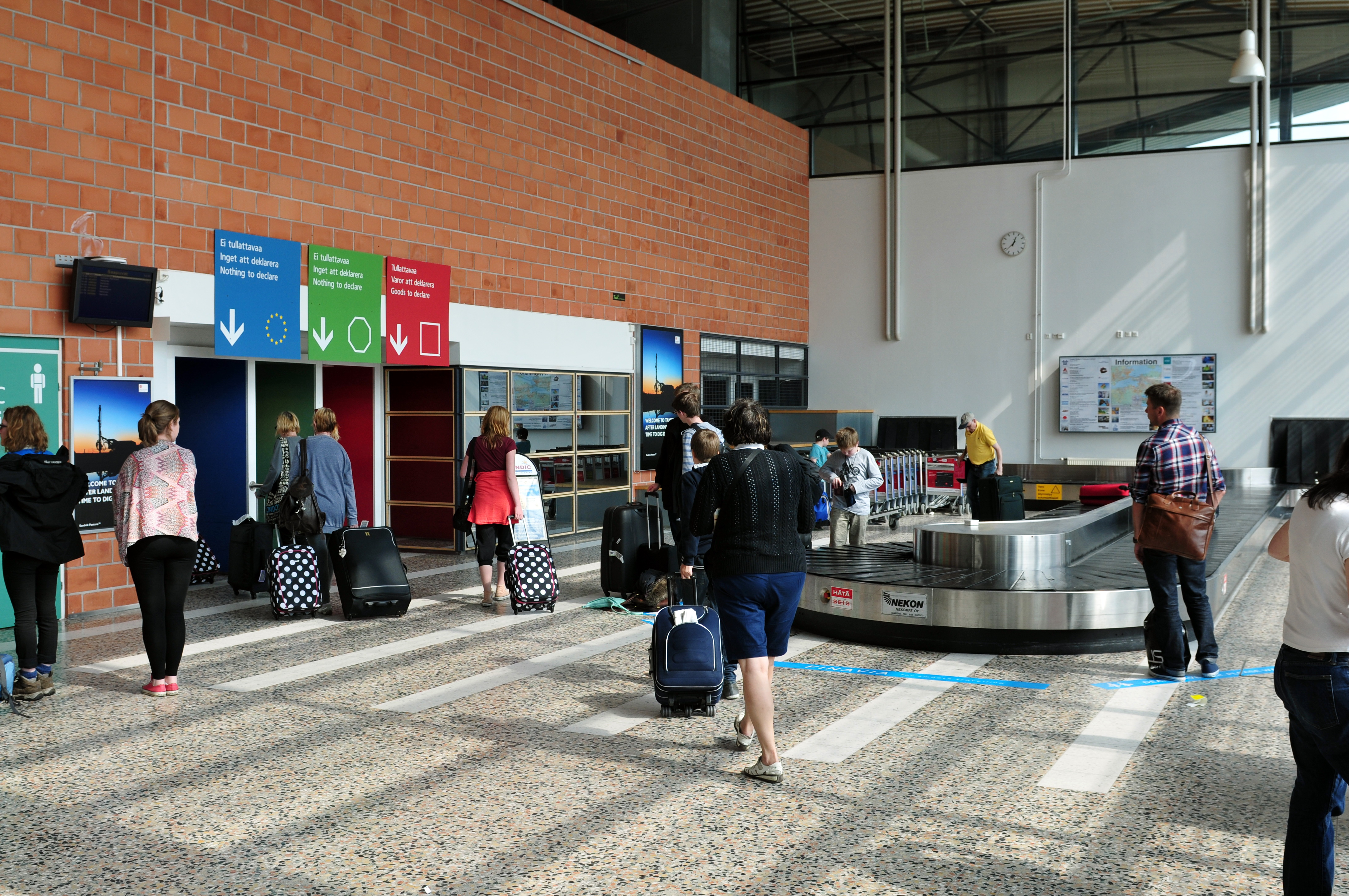
Terminal 1

Luchthaven Tampere is een internationale luchthaven die zich circa 13 km ten zuidwesten van de Finse stad Tampere bevindt en dus eigenlijk gelegen is in Pirkkala. Luchthaven Tampere werd geopend in 1936 en is tegenwoordig het op twee na drukste vliegveld, op basis van passagiersaantallen, in Finland. Vroeger waren er meerdere luchtvaartmaatschappijen actief, maar tegenwoordig worden alle vluchten aangeboden door het Letse airBaltic.

## Bestemmingen
| Land       | Bestemming |
| ---------- | ---------- |
| Denemarken | Kopenhagen |
| Finland    | Kittilä    |
| Estland    | Tallinn    |
| Letland    | Riga       |
| Nederland  | Amsterdam  |
| Spanje     | Tenerife   |
| Zweden     | Stockholm  |